# La tentación de San Antonio (Martin Schongauer, MET)
La tentación de San Antonio (del alemán: Versuchung des heiligen Antonius o Heiliger Antonius, von Dämonen gepeinigt, literalmente traducidos como: La tentación de San Antonio y San Antonio, atormentado por los Demonios) es un grabado famoso e influyente, realizado el siglo XV por el pintor alemán Martin Schongauer (h.1448-1491).
La imagen muestra a San Antonio Abad, quien durante su ascenso a los cielos se ve rodeado de una legión de demonios para evitar que alcance su destino.
San Antonio, anciano, ataviado con el hábito de la orden, mira serenamente hacia el espectador, mientras los demonios le sujetan de sus miembros, de su ropaje, y pelo y lo golpean con palos de madera.
Los demonios están representados de una manera notable, convincente, de escala realista y con forma animal.
Es una obra temprana del autor, pero una de las más conocidas e influyentes. Según contó Giorgio Vasari (1511-1574) Miguel Ángel (1475-1564), a la edad de trece años hizo una pintura en color de este grabado. Ahora se supone que es la pequeña tabla sin firma conservada en el Museo Kimbell de Fort Worth (Estados Unidos).
Además, este grabado ha servido de inspiración en cuadros posteriores sobre el mismo episodio, como La tentación de San Antonio de Jan Brueghel de Velours, donde se muestra la misma escena en parte superior derecha.